# Lythria purpuraria
Ensanglantée des Renouées
Espèce
Lythria purpuraria, l’Ensanglantée des Renouées, est une espèce de lépidoptères (papillons) de la famille des Geometridae.

## Description
La chenille se nourrit de la Renouée des oiseaux (Polygonum aviculare).

## Classification
Le nom valide complet (avec auteur) de ce taxon est Lythria purpuraria (Linnaeus, 1758).
L'espèce a été initialement classée dans le genre Phalaena sous le protonyme Phalaena purpuraria Linnaeus, 1758.
Lythria purpuraria a pour synonymes :
- Aspilates purpuraria (Linnaeus, 1758)
- Aspilates ruginaria Costa
- Geometra lutearia Villers, 1789
- Lythria conjunctiva Prout, 1913
- Lythria extremaria Obraztsov, 1934
- Lythria furcaria Obraztsov, 1934
- Lythria gawerdowskaja Kolossow, 1936
- Lythria grisearia Obraztsov, 1934
- Lythria nigricans Manov, 1927
- Lythria porphyraria Herrich-Schäffer, 1852
- Lythria posticilinearia Obraztsov, 1936
- Lythria pseudotypica Heydemann, 1936
- Lythria pulveraria Obraztsov, 1934
- Lythria rubrilinearia Obraztsov, 1934
- Lythria signaria Obraztsov, 1934
- Lythria staudingeri Obraztsov, 1936
- Lythria translinearia Obraztsov, 1936
- Lythria trifurca Czekelius, 1924
- Lythria trilinearia Obraztsov, 1934
- Lythria trilineata Urbahn, 1925
- Lythria tristrigata Thurner, 1938
- Phalaena deceptoria Villers, 1789
- Phalaena purpuraria Linnaeus, 1758
- Phalaena sanguinolenta Geoffroy, 1785